# Rauno Bies
Rauno Antero Bies, född 30 oktober 1961 i Kuusankoski, är en finländsk före detta sportskytt.
Bies blev olympisk bronsmedaljör i snabbpistol vid sommarspelen 1984 i Los Angeles.